# Alojz Kerštajn
Alojz Kerštajn, slovenski smučarski tekač, * 1943, † 1999.
Bil je slovenski olimpijec v smučarskem teku. Leta 1968 je sodeloval na Zimskih olimpijskih igrah v Grenoblu (Francija), leta 1970 pa udeleženec Svetovnega prvenstva v nordijskih disciplinah v kraju Štrbske Pleso (Slovaška). Bil je večkratni državni prvak v smučarskem teku v tedanji Jugoslaviji, trener članske državne Jugoslovanske reprezentance v smučarskem teku v letih 1974 do 1976, zaslužni športni delavec in član Športnega društva Planica. Umrl je med rekreacijskim tekom leta 1999. Njegova potomca sta Špela in olimpijec Robert Kerštajn.